# A Thunderman család
A Thunderman család (eredeti cím: The Thundermans) 2013 és 2018 között vetített amerikai televíziós vígjáték, amelyet Jed Spingarn alkotott. A főbb szerepekben Kira Kosarin, Jack Griffo, Addison Riecke, Diego Velázquez, Chris Tallman és Maya Le Clark látható.
Amerikában 2013. október 14-én a Nickelodeon mutatta be. Magyarországon 2014. szeptember 7-én szintén a Nickelodeon mutatta be. 2021. január 12-én a TeenNick is bemutatta. 2023-ban a Nickelodeon berendelt egy filmet a sorozat alapján.

## Ismertető
A sorozat egy külvárosi családról szól, és a család minden tagja rendelkezik valamilyen szupererővel. A Thunderman ikrek: Phoebe a jól tanuló szuperhős, és Max a gonosz, mégis segítőkész szupergonosz. Az egymással való folyamatos versengés nagy galibát okoz Hiddenville-ben, de bármekkora bajt is okoznak, mindig segítenek egymáson és megoldják a problémákat. A család többi tagja: Billy és Nora a mindenre elszánt testvérpár, Barb a gyerekek édesanyja, Hank az egykor Viharemberként ismert szuperhős, a gyerekek apukája és Chloe a család legkisebb tagja. A család legfőképp arra törekednik, hogy normális családként éljenek de ez szinte soha nem sikerül, ezért a hétköznapi problémák mellett igazi küldetésekben kell helytállniuk, és szupergonoszokkal kell harcolniuk. Persze a galibák sem kerülik el a kertvárosi családot.

## Szereplők

### Főszereplők
| Szereplő                          | Színész         | Magyar hang       | Szuperképesség                      |
| --------------------------------- | --------------- | ----------------- | ----------------------------------- |
| Phoebe Monica Rachel Thunderman   | Kira Kosarin    | Laudon Andrea     | telekinézis, jéglehelet, tűzlehelet |
| Maximus "Max" Octavius Thunderman | Jack Griffo     | Czető Ádám        | telekinézis, jéglehelet, tűzlehelet |
| Nora Thunderman                   | Addison Riecke  | Hermann Lilla     | lézerszem                           |
| Billy Thunderman                  | Diego Velázquez | Ifj. Boldog Gábor | szupersebesség                      |
| Hank Thunderman                   | Chris Tallman   | Holl Nándor       | szupererő, repülés                  |
| Barbara "Barb" Thunderman         | Rosa Blasi      | Sallai Nóra       | elektromosság                       |
| Chloe Thunderman                  | Maya Le Clark   | Károlyi Lili      | teleportálás                        |

### Mellékszereplők
| Szereplő                       | Színész           | Magyar hang                                                               | Szuperképesség                 |
| ------------------------------ | ----------------- | ------------------------------------------------------------------------- | ------------------------------ |
| Dr. Arthur Colosso             | Dana Snyder       | Kassai Károly                                                             |                                |
| Cherry Seinfield               | Audrey Whitby     | Lamboni Anna                                                              |                                |
| Link Evilman                   | Barrett Carnahan  | Czető Roland                                                              | bárhova elér a karja           |
| Osztriga                       | Tanner Stine      | Borbíró András                                                            |                                |
| Mike Evilman                   | Eric Allan Kramer | Törköly Levente                                                           | szupererő, Repülés             |
| Evan                           | Elijah Nelson     | N/A                                                                       | Örök fiatálság                 |
| Allison                        | Ryan Newman       | Kántor Kitty (1. hang) Tamási Nikolett (2. hang)                          |                                |
| Wolfgang                       | Jake Borelli      | Penke Bence                                                               |                                |
| Mrs. Olympia Wong              | Helen Hong        | Kokas Piroska                                                             |                                |
| Gideon                         | Kenny Ridwan      | Baráth István (1. hang) Penke Bence (2. hang) Bogdán Gergő (3. hang)      |                                |
| Evelyn Kickbutt szuper elnöknő | Daniele Gaither   | N/A                                                                       | szuper erős rúgás              |
| Tad Bardford igazgató          | Jeff Meacham      | Juhász Zoltán (1. hang) Juhász Levente (2. hang)                          |                                |
| Bubi kuzin                     | Harvey Guillen    | Czető Roland (1. hang) Baráth István (2. hang)                            | elpusztíthatatlanság           |
| Sarah                          | Keely Marshall    | Kiss Bernadett (1. hang) Berkes Boglárka (2. hang) Molnár Ilona (3. hang) |                                |
| Sötét káosz                    | Jamieson Price    | Pál Tamás (1. hang) Bolla Róbert (2. hang)                                | lézerszem, tűzgolyó kilövellés |
| Kiszálító srác                 | Joe Roche         | Vári Attila                                                               |                                |
| Candi Falconman                | Jada Facer        | Pekár Adrienn                                                             | cukormanipuláció               |

## Évados áttekintés
| Évad | Évad | Epizódok | Eredeti sugárzás     | Eredeti sugárzás    | Magyar sugárzás a -on | Magyar sugárzás a -on | Magyar sugárzás a -en | Magyar sugárzás a -en |
| Évad | Évad | Epizódok | Évadpremier          | Évadfinálé          | Évadpremier           | Évadfinálé            | Évadpremier           | Évadfinálé            |
| ---- | ---- | -------- | -------------------- | ------------------- | --------------------- | --------------------- | --------------------- | --------------------- |
|      | 1    | 20       | 2013. október 14.    | 2014. június 14.    | 2014. szeptember 7.   | 2015. április 12.     | 2021. január 12.      | 2021. február 11.     |
|      | 2    | 24       | 2014. szeptember 13. | 2015. március 28.   | 2015. május 17.       | 2016. január 24.      | 2021. január 12.      | 2021. augusztus 14.   |
|      | 3    | 24       | 2015. június 27.     | 2016. augusztus 13. | 2016. szeptember 4.   | 2017. február 19.     | 2021. január 12.      | 2021. augusztus 14.   |
|      | 4    | 32       | 2016. október 22.    | 2018. május 25.     | 2017. április 2.      | 2018. november 4.     | 2022. január 5.       | 2022. október 29.     |

## Gyártás
2012. augusztus 3-án a Nickelodeon bejelentette a The Thundermans sorozatot. A forgatás 2013. február közepén kezdődött.  2013. december 20-án berendelték a második évadot. A második évadot 2014. szeptember 13-án mutatták be. 2015. március 4-én a berendelték a harmadik évadot. A harmadik évadot 2015. június 27-én mutatták be. 2016. március 2-án a sorozat megújult egy negyedik évadra. A premierje 2016. október 22-én volt. 2017. július 27-én a Nickelodeon közleményt adott ki, amelyben kijelentette, hogy a sorozat négy évad után befejeződik.